# Swifton Center
Swifton Center era un centro comercial en Cincinnati, Ohio (Estados Unidos). Inaugurado en 1956 como el primer centro comercial en el área de Cincinnati, inicialmente era un complejo al aire libre con los grandes almacenes Rollman & Sons como la única tienda ancla. Esta tienda se convirtió en Mabley & Carew en 1960 y nuevamente en Elder-Beerman en 1978. El centro comercial había sufrido una severa disminución en la tenencia a principios de la década de 1980 y fue renovado en 1985 por la corporación Edward J. DeBartolo como Swifton Commons. A pesar del éxito inicial, el renovado centro comercial sufrió otra severa disminución en la tenencia a mediados de la década de 1990. Allen Temple AME Church lo compró y renombró a Jordan Crossing, reemplazando a muchos de los inquilinos en línea con oficinas. En 2013, el centro comercial fue demolido a excepción de las oficinas en la antigua ubicación de Elder-Beerman.

## Historia
El desarrollador minorista Jonathan Woodner anunció por primera vez planes para Swifton Center en 1951 y vendió su participación en el centro comercial a Stahl Development en 1954. El sitio elegido para el centro fue la esquina sureste de Reading Road (US Route 42) y Seymour Avenue (SR 561) dentro de los límites de la ciudad de Cincinnati, un sitio determinado por analistas de mercado como el centro de población para el mercado de Cincinnati en ese momento. También sería el primer centro comercial en el área de Cincinnati. Los planes para el centro requerían aproximadamente 54 inquilinos alineados a ambos lados de una explanada al aire libre, junto con estacionamiento para más de 3000 autos y un túnel de servicio para camiones de reparto debajo del centro. Una sucursal de los grandes almacenes locales Rollman & Sons (entonces propiedad de Allied Stores), que también operaba una tienda en el centro de Cincinnati en ese momento, serviría como tienda ancla en el extremo sur. El centro comercial consistiría en general en poco menos de 55 742 m² de espacio de tienda en 17 ha de terreno. Los costos generales de construcción del centro se estimaron en 12 millones de dólares. Stahl Development y Sun Construction Company fueron anunciados como los desarrolladores del centro comercial, con Frederick A. Schmidt., Inc. como agente de arrendamiento; sin embargo, Stahl Development vendió su participación a General Development a principios de 1955. En el momento de la inauguración, los inquilinos confirmados para el centro incluían dos tiendas de variedades (G. C. Murphy y S. S. Kresge), dos supermercados (Kroger y Liberal Market con sede en Dayton), junto con una farmacia Walgreens. Standard Oil of Ohio (Sohio) construyó dos estaciones de servicio en la periferia del centro comercial.
Swifton Center abrió sus puertas el 24 de octubre de 1956. El corredor central del centro comercial estaba revestido con marquesinas protectoras y presentaba varios bancos de secuoya. Los grandes almacenes Rollman & Sons constaban de más de 13 006 m² en tres plantas. Los servicios de la tienda incluían un restaurante de 140 puestos, un auditorio, una tienda de malta, un salón de belleza y una peluquería para niños. La tienda G. C. Murphy de dos pisos y 4440 m² fue la primera en Cincinnati y la primera de toda la cadena en vender muebles. Kroger de 1793 m² era su tienda más grande en el sur de Ohio en ese momento, y su apertura resultó en el cierre de otras cinco tiendas cercanas que la cadena consideró "demasiado pequeñas". Un año después de la apertura, Swifton Center organizó una celebración del primer aniversario que incluyó una actuación de la buceadora de acrobacias de 66 años Ella "Grandma" Carver, transmisiones de televisión en vivo en WCPO-TV y un sorteo con un gran premio valorado en 1000 dólares. El presidente de Desarrollo General, Guilford Glazer, señaló que el centro había superado todas las expectativas de ventas durante el primer año, así como el promedio nacional de nuevos centros construidos en los Estados Unidos en ese momento, mientras que los estudios realizados por Allied Stores concluyeron que el departamento de la tienda Rollman & Sons también había superado las expectativas de ventas. En 1960, Allied Stores también adquirió los grandes almacenes locales Mabley & Carew, y anunció que tanto el Swifton Center como el centro de la ciudad se convertirían a ese nombre. Esta medida también le daría a Mabley & Carew una tienda más grande en el centro de la ciudad al mudarse al antiguo edificio Rollman & Sons. Swifton Center sería la tercera ubicación de Mabley & Carew, después de la tienda del centro y otra en Western Hills Plaza en el lado oeste de la ciudad. Mabley & Carew renovó a fondo el edificio para satisfacer sus necesidades de comercialización, lo que incluyó dedicar todo el segundo piso a ropa de mujer y el tercer nivel a artículos para el hogar, junto con la adición de trajes y pieles. Una vez completada la renovación, los grandes almacenes se reabrieron por completo en noviembre de 1960.
Las festividades del quinto aniversario del centro comercial en 1961 incluyeron una actuación de cantantes del programa de talentos televisivo Midwestern Hayride con temas de música country local, y un consejo de moda patrocinado por Mabley & Carew para ayudar a las adolescentes a hacer su propia ropa. Las actuaciones de Midwestern Hayride también se incluyeron como parte de la celebración del décimo aniversario del centro comercial en 1966, junto con un espectáculo de marionetas, sock hop (fiestas en calcetines) y otro obsequio de premios. Además, Swifton Center se convirtió en el primer centro comercial de los Estados Unidos en emitir su propia tarjeta de crédito, conocida como All-N-1 Chargit Card; los clientes pueden registrarse para obtener la tarjeta en cualquier comerciante del centro comercial y hacer que las compras en todas las tiendas, excepto Mabley & Carew, se carguen en una cuenta.

### Decadencia y conversión a Swifton Commons
En el momento del vigésimo aniversario del centro comercial en 1976, sus propietarios anunciaron planes para cerrar los vestíbulos al aire libre luego de la apertura de varios otros centros comerciales más grandes en el área, como Tri-County Mall y Northgate Mall. Swifton Center constaba de 56 tiendas en ese momento, entre las que se encontraban Lerner New York, Baker Shoes y Hancock Fabrics. No se habían iniciado renovaciones en 1978, momento en el que el centro comercial había comenzado a sufrir el mantenimiento diferido del estacionamiento y las estructuras exteriores. Kroger también había confirmado que se trasladaría a Hillcrest Square, un centro comercial en desarrollo al otro lado de la calle, debido a la necesidad de una tienda más grande. La principal tienda ancla del centro comercial volvió a cambiar de nombre en 1978 cuando los grandes almacenes Elder-Beerman, con sede en Dayton, adquirieron Mabley & Carew. Un año después, Liberal Market cerró su ubicación en Swifton Center junto con otras dos tiendas de Cincinnati y una en Dayton. Glazer Enterprises, de la cual el propietario del centro comercial General Development era una subsidiaria, presentó una solicitud al estado de Ohio por 10 millones en bonos de ingresos industriales para comenzar las renovaciones en 1980. La empresa también contrató a una empresa consultora para estudiar las posibles mejoras del centro y afirmó que los planes de renovación consistirían en una limpieza exterior seguida de una renovación interior. Para 1981, Swifton Center tenía una ocupación de aproximadamente el 52 por ciento, una cifra que incluía principalmente tiendas locales que en ese momento estaban en arriendo mensuales; entre las vacantes se encontraban las antiguas ubicaciones de Kroger, Walgreens y Lerner New York.
Edward J. DeBartolo Corporation compró el centro comercial en 1985 y lo renombró Swifton Commons. DeBartolo renovó el exterior del centro comercial y trajo nuevos inquilinos como Lane Bryant, Waldenbooks y Gold Star Chili, junto con un patio de comidas. En ese momento, representantes de Glazer y DeBartolo señalaron que la decadencia se debió a la percepción de fuga blanca en los vecindarios circundantes, una afirmación que, en su opinión, no tenía fundamento ya que muchos de los antiguos inquilinos como Kroger y Walgreens se habían mudado al otro lado la calle y no abandona el barrio. Otro factor en la decadencia del centrocomercial antes de mediados de la década de 1980 fue la falta de una cláusula de escalada en los arrendamientos de los inquilinos originales, lo que a su vez resultó en el mantenimiento diferido de la propiedad y la incapacidad de atraer nuevos inquilinos para seguir siendo competitivo con otros centros comerciales del área. DeBartolo había sido seleccionado por el propietario de Glazer Enterprises, Jerome Glazer, para ayudar en las renovaciones del centro comercial, y había obtenido casi 7 millones en subvenciones de la ciudad para realizar renovaciones. Esta fue también la segunda vez que DeBartolo renovó un centro comercial existente que había comenzado a fallar, tras realizar un trabajo similar en Cheltenham Square (ahora Greenleaf en Cheltenham) en Filadelfia. La gran reapertura se produjo en septiembre de 1985, momento en el que la farmacia SupeRx, J. J. Newberry, Kinney Shoes y Casual Corner también habían sido confirmados como inquilinos. Entre las renovaciones dadas a la propiedad se encuentran nuevos árboles de arce en el exterior, nuevo pavimento e iluminación en los estacionamientos, junto con la reconstrucción del espacio interior de la tienda. DeBartolo también propuso agregar una segunda tienda ancla a lo largo del lado norte del centro comercial. Para 1993, la ocupación del centro comercial había aumentado al 78 por ciento, con un mayor énfasis en outlets, incluido un trío de tiendas operadas por Value Merchants con sede en Milwaukee: una llamada Tienda de todo a 100, otra llamada $5 and $10 Store, y una tienda de artículos deportivos con descuento llamada Play Outlet. Además, Elder-Beerman convirtió su tienda a un formato de outlet que vendía mercadería de liquidación de otras ubicaciones de Elder-Beerman, una medida que requería cerrar el tercer piso de la tienda. Sin embargo, el trío de tiendas Value Merchants cerró después de la Navidad de 1993, y la tienda Elder-Beerman cerró a finales de 1995, ambas debido a que las respectivas empresas se declararon en quiebra.

### Segundo descenso y cambio a Jordan Crossing
Swifton Commons fue ejecutado en 1996 cuando la corporación DeBartolo incumplió con los préstamos. Fue puesto a subasta en la subasta de un alguacil en agosto de 1996, pero no atrajo compradores; una segunda subasta en octubre del mismo año resultó en la venta a Star Bank por 2.2 millones de dólares. Luego, el banco formó un panel asesor para determinar posibles renovaciones. J. J. Newberry cerró en 1997 después de que su empresa matriz McCrory Stores se declarara en quiebra. En el momento del anuncio de cierre, el panel asesor había pasado dos meses de la fecha límite prevista y aún no había encontrado una solución. Sandor Development, una empresa inmobiliaria de Indianápolis, anunció planes para comprar el centro comercial en 1997, pero retiró su oferta en marzo de 1998. En este punto, el estado financiero incierto del centro comercial y el cierre de Elder-Beerman y J. J. Newberry habían provocado una fuerte caída en la tenencia. Habiendo caído ya al 50 por ciento de ocupación poco antes del cierre de J. J. Newberry, el centro comercial disminuyó aún más a principios de 1998 a diez tiendas, de las cuales sólo dos (Foot Locker y National Record Mart) eran cadenas de tiendas nacionales. Allen Temple AME Church expresó su interés en comprar la propiedad del centro comercial a fines de 1998. La iglesia ha anunciado planes de renovación a finales de 1999, lo que demoler más de la mitad de la propiedad a favor de volver Kroger al centro comercial, además de atraer otras grandes superficies y generar usos no comerciales.
En 2002, el centro comercial pasó a llamarse oficialmente Jordan Crossing. La construcción comenzó en el lado noroeste para un nuevo santuario de la Iglesia AME, mientras que la Universidad de Wilberforce abrió una sucursal dentro del edificio y las oficinas de las Agencias de Acción Comunitaria se abrieron en el antiguo Elder-Beerman. La ciudad de Cincinnati solicitó una subvención en 2010 para demoler el centro comercial después de que AME Church no pudiera hacerlo. Bajo la propiedad de la iglesia, había seguido disminuyendo en arrendamiento y no había sido renovado, hasta el punto de que todavía tenía carteles que se referían a él como Swifton Crossing. Tras comprar la propiedad, la ciudad comenzó los trabajos de demolición en marzo de 2013. Los planes de renovación requerían la adición de espacio comercial y de oficinas, junto con un hotel. Para 2014, solo quedaba el edificio de Agencias de Acción Comunitaria del antiguo centro comercial. A partir de 2019, no se han realizado más remodelaciones en el antiguo sitio, que la ciudad de Cincinnati ha cambiado de nombre nuevamente a MidPointe Crossing.